# 시선유도봉

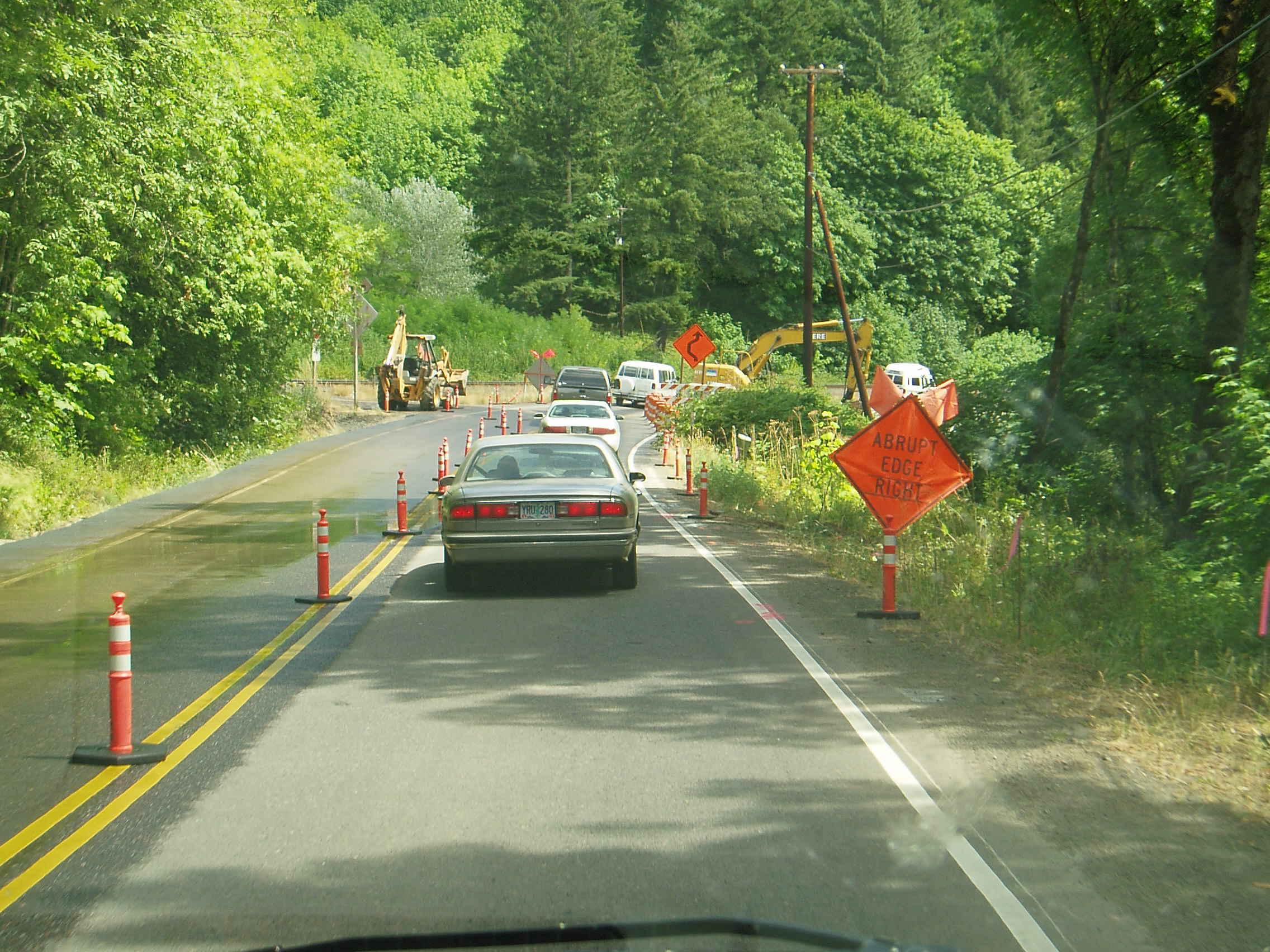
도로에 설치된 시선유도봉

시선유도봉(영어: tubular marker) 혹은 차선규제봉은 교통사고의 발생 위험이 높아 운전자의 주의가 요구되는 장소에 동일 및 반대 방향 교통류를 공간적으로 분리하고 위험구간을 예고하는 목적으로 시선을 유도하는 시설물이다.

## 규정
시선 유도봉의 설치 규정은 속도가 70km 이상인 도로의 경우 높이 70cm, 시속 60km 이하인 도로의 경우 40cm 정도로 설치한다. 또 시선유도봉의 몸체는 타이어에 눌리지 않는 재료 및 구조로 상온에서 변형이 없어야 하고 내구성이 뛰어나야 한다. 또한 유지 관리가 용이하고 충돌시 차량에 충격을 가하지 않도록 충분한 연성을 가져야 한다.

## 설치
시선 유도봉은 중앙 분리대의 분리대 및 안전지대 내에 도로 힁단 상으로 차도 밖의 측대 폭만큼 차선과 이격해 설치하며, 차량의 주행속도 및 설치 목적에 따라 2m~10m 범위 내에서 적절한 간격을 유지할 수  있도록 설치한다.

### 도로 외 구간의 설치
자신의 사유지라면 설치는 자유롭게 할 수 있다. 시선유도봉은 인터넷에서도 판매한다.

## 장점
시선 유도봉의 가장 큰 장점은 사고 발생 예방을 할 수 있다는 점이다. 또 중앙선 침범 방지, 불법 유턴 및 주정차 방지 등에 효과적이어서 사고 발생율을 줄여주고 야간에 운전을 할 때 많은 도움을 준다. 시선 유도봉에 있는 야광물질이 자동차 전조등의 빛을 반사시켜 운전자에게 차선 구분 및 위험구간을  예고해줘 사고를 예방할 수 있다.

## 훼손
시선유도봉의 재질이 부드럽게 휘는 것을 악용해 일부 운전자들이 시선유도봉을 주차면 확보와 불법 유턴을 위해 시선유도봉을 고의로 밀고 깔아 뭉개면서 시설물을 훼손하는 일도 발생하고 있다. 시선유도봉이 파손되면서 떨어져 나온 부품과 유도봉이 운전자들의 안전을 위협하고 도시의 미관을 해치기도 한다.

## 같이 보기
- 과속방지턱
- 주차 방지 턱
- 시선유도